# Th. K. van Lohuizenlaan

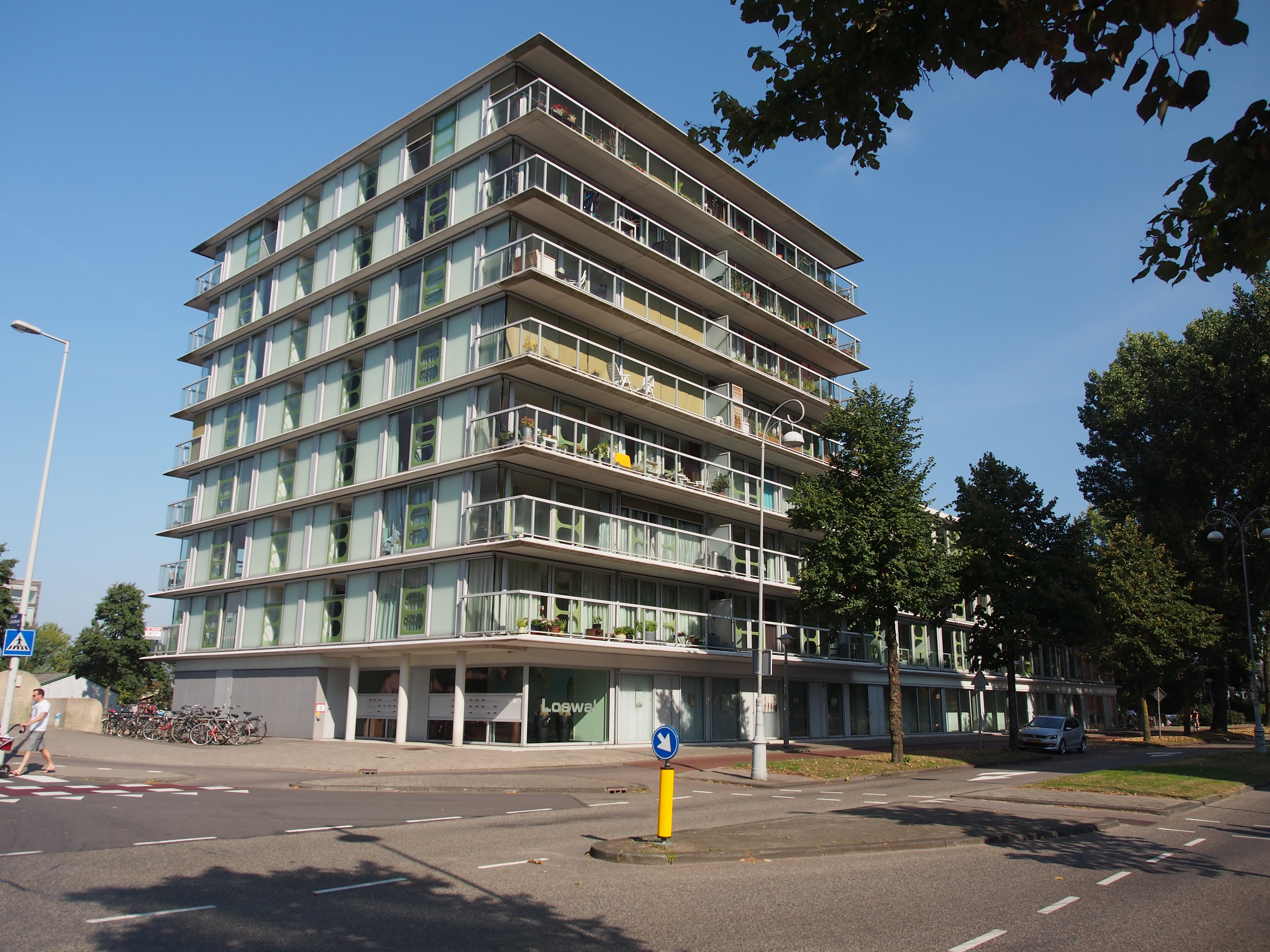
Loswal (2016)

De Th. K. van Lohuizenlaan is een straat in Amsterdam-Oost.

## Geschiedenis en ligging
Oorspronkelijk was er op deze plaats geen verbinding tussen de Zeeburgerdijk en het Zeeburgerpad over de Nieuwe Vaart. De straat is door stadsdeel Zeeburg vernoemd naar stedenbouwkundige Theodoor Karel van Lohuizen, die aan de wieg stond van het Algemeen Uitbreidingsplan (1934). Hij werkte samen met onder andere Cor van Eesteren. De naam werd gegeven in de tijd dat hier een woonwijk werd gebouwd langs de Cruquiusweg. Meerdere straten en pleinen werden toen vernoemd naar architecten etc., zo is er ook een Cor van Eesterenlaan. De Th. K. van Lohuizenlaan begint aan een rotonde in de Cruquisweg en loopt vervolgens zuidwaarts met de Ad Grimmonbrug over de Nieuwe Vaart. Vervolgens kruist ze het Zeeburgerpad, waarna ze met de John Rädeckerbrug het Lozingskanaal oversteekt. Dit deel van de laan wordt ingedeeld bij het Oostelijk Havengebied. De zuidpunt van de laan loopt van het Lozingskanaal tot aan de Zeeburgerdijk en ligt in de Indische Buurt. De laan heeft door een middenberm met gras gescheiden rijstroken met daarvan weer gescheiden daarvan fiets- en voetpaden.  
Tot 1998 heette een deel van de laan IJburglaan. Kunst in de openbare ruimte is er niet te vinden, alhoewel Dirk Sterenberg enige abstracte kunst verwerkte in de borstweringen van beide bruggen.

## Openbaar vervoer
Bus 22 reed vanaf de oplevering tot eind 2012 door de straat en had bij de rotonde bij de Cruquisweg zijn standplaats. Er rijdt geen openbaar vervoer meer over de laan. In 2014 kwam de straat in het nieuws omdat buurtbewoners het gekraakte leegstaande eindpunthuisje van het GVB "in beheer hadden genomen" nadat ze krakers hadden verjaagd en ze het als buurtcentrum wilde gebruiken. Het GVB wilde de buurtbewoners uit het huisje laten zetten omdat ze het elders wilde plaatsen, wat uiteindelijk gebeurde.

## Gebouwen
Het is opvallend dat de Th. K. van Lohuizenlaan alleen even huisnummers heeft; alle gebouwen staan aan de oostzijde van de laan. Aan de westzijde van de laan staan wel gebouwen, doch die kregen andere adressen toebedeeld. Huisnummers lopen op van 2 tot en met 286 al mist hier en daar een nummer. De huisnummers zijn daarbij verdeeld over wooncomplexen. Gebouw met huisnummer 200 staat tussen beide genoemde waterwegen in; hogere huisnummers zijn te vinden in het torenflat op de hoek met de Zeeburgerdijk. Alle gebouwen dateren uit de periode dat de woonwijk hier werd ingericht.

### Lohuizen
Lohuizen is zo’n project. Het werd in 2017 neegezet op verzoek van Woningbouwvereniging De Alliantie. Zij lieten SVP-architecten een ontwerp maken voor 96 jongerenwoningen. Er kon daarbij snel gebouwd worden; het gebouw is opgetrokken in bouwmodules, die elders gefabriceerd werden en ter plekke in elkaar gezet. 

### Loswal
Loswal is eveneens zo’n project. De hoek met de Zeeburgerdijk heeft acht bouwlagen; het gedeelte van het gebouw langs die dijk heeft vier bouwlagen. Het is ontworpen door UN Studio met architecten Ben van Berkel en Boudewijn Rosman. In 2004 en 2005 werd er gebouwd aan een complex met woningen, kantoren en bedrijven. De buitenwanden van de etages bestaan bijna geheel uit glas, de plint met bedrijven bevat minder glas, behalvde entree voor de woningen. Er zijn balkons en loggia’s toegepast. Samen met het gebouw aan de andere zijde van de laan Cruise In genaamd vormt het een soort toegangspoort naar het noorden toe.